# Eurovision Song Contest 1964
Eurovision Song Contest 1964, česky také Velká cena Eurovize 1964 (či jen Eurovize 1964), byl 9. ročník soutěže Eurovision Song Contest, který se konal v Kodani v Dánsku po předešlém vítězství země, kterou v minulém ročníku reprezentovala dvojice Grethe a Jørgen Ingmannovi s písní „Dansevise“. Soutěž pořádala Evropská vysílací unie (EVU) ve spolupráci s Dánským rozhlasem (Danmarks Radio; DR). V tomto ročníku zvítězila Itálie a zpěvačka Gigliola Cinquettiová s písní „Non ho l'età“, které v době účasti v soutěži bylo 16 let a která tak byla až do roku 1986 nejmladší vítězkou soutěže. Bodové hodnocení, které obdržela, navíc bylo nečekaně vysoké, se svými 49 body získala téměř trojnásobný počet bodů, než píseň na druhém místě.

## Formát
Každou zemi reprezentoval jeden interpret, na pódiu mohli být maximálně dva lidé. Každá země mohla mít vlastního dirigenta.
O výsledku rozhodovali porotci – za každou zemi rozhodovalo 10 porotců, každý z nich dal jeden bod jedné skladbě. Nikdo z porotců se nemohl hlasování zdržet, ani hlasovat pro svou zemi.

## Dirigenti
Každé představení mělo dirigenta, který orchestr řídil. Země buď mohla mít svého vlastního dirigenta, ovšem nemusela. Pokud dirigenta neměla vlastního, orchestru se ujal dirigent hostitelského Dánska.
- Lucembursko – Jacques Denjean
- Nizozemsko – Dolf van der Linden
- Norsko – Karsten Andersen
- Dánsko – Kai Mortensen
- Finsko – George de Godzinsky
- Rakousko – Johannes Fehring
- Francie – Franck Pourcel
- Spojené království – Harry Rabinowitz
- Německo – Willy Berking
- Monako – Michel Colombier
- Portugalsko – nemělo vlastního, zastupoval Kai Mortensen
- Itálie – Gianfranco Monaldi
- Jugoslávie – Radivoje Spasić
- Švýcarsko – Fernando Paggi
- Belgie – Henri Segers
- Španělsko – Rafael Ibarbia

## Výsledky
| Pořadí | Země               | Interpret             | Skladba                                     | Jazyk            | Umístění | Body |
| ------ | ------------------ | --------------------- | ------------------------------------------- | ---------------- | -------- | ---- |
| 1.     | Lucembursko        | Hugues Aufray         | „Dès que le printemps revient“              | francouzština    | 4.       | 14   |
| 2.     | Nizozemsko         | Anneke Grönlohová     | „Jij bent mijn leven“                       | nizozemština     | 10.      | 2    |
| 3.     | Norsko             | Arne Bendiksen        | „Spiral“                                    | norština         | 8.       | 6    |
| 4.     | Dánsko             | Bjørn Tidmand         | „Sangen om dig“                             | dánština         | 9.       | 4    |
| 5.     | Finsko             | Lasse Mårtenson       | „Laiskotellen“                              | finština         | 7.       | 9    |
| 6.     | Rakousko           | Udo Jürgens           | „Warum nur, warum?“                         | němčina          | 6.       | 11   |
| 7.     | Francie            | Rachel                | „Le Chant de Mallory“                       | francouzština    | 4.       | 14   |
| 8.     | Spojené království | Matt Monro            | „I Love the Little Things“                  | angličtina       | 2.       | 17   |
| 9.     | Německo            | Nora Nova             | „Man gewöhnt sich so schnell an das Schöne“ | němčina          | 13.      | 0    |
| 10.    | Monako             | Romuald Figuier       | „Où sont-elles passées“                     | francouzština    | 3.       | 15   |
| 11.    | Portugalsko        | António Calvário      | „Oração“                                    | portugalština    | 13.      | 0    |
| 12.    | Itálie             | Gigliola Cinquettiová | „Non ho l'età“                              | italština        | 1.       | 49   |
| 13.    | Jugoslávie         | Sabahudin Kurt        | „Život je sklopio krug“                     | srbochorvatština | 13.      | 0    |
| 14.    | Švýcarsko          | Anita Traversiová     | „I miei pensieri“                           | italština        | 13.      | 0    |
| 15.    | Belgie             | Robert Cogoi          | „Près de ma rivière“                        | francouzština    | 10.      | 2    |
| 16.    | Španělsko          | Los TNT               | „Caracola“                                  | španělština      | 12.      | 1    |

### Detailní výsledky
|      |                    | Celkem | Lucembursko | Nizozemsko | Norsko | Dánsko | Finsko | Rakousko | Francie | Spojené království | Německo | Monako | Portugalsko | Itálie | Jugoslávie | Švýcarsko | Belgie | Španělsko |
| ---- | ------------------ | ------ | ----------- | ---------- | ------ | ------ | ------ | -------- | ------- | ------------------ | ------- | ------ | ----------- | ------ | ---------- | --------- | ------ | --------- |
| Země | Lucembursko        | 14     |             | 3          |        |        |        |          | 3       |                    | 5       |        |             | 3      |            |           |        |           |
| Země | Nizozemsko         | 2      |             |            |        | 1      |        |          |         | 1                  |         |        |             |        |            |           |        |           |
| Země | Norsko             | 6      |             |            |        | 5      | 1      |          |         |                    |         |        |             |        |            |           |        |           |
| Země | Dánsko             | 4      |             |            | 1      |        |        |          |         |                    |         |        |             |        |            |           |        | 3         |
| Země | Finsko             | 9      |             |            | 3      | 3      |        |          |         | 3                  |         |        |             |        |            |           |        |           |
| Země | Rakousko           | 11     |             |            |        |        |        |          |         |                    |         |        |             | 5      |            |           | 1      | 5         |
| Země | Francie            | 14     | 1           |            |        |        |        | 3        |         |                    |         | 5      | 3           |        | 1          |           |        | 1         |
| Země | Spojené království | 17     |             | 1          | 5      |        | 3      | 1        | 1       |                    | 1       |        |             |        |            | 5         |        |           |
| Země | Německo            | 0      |             |            |        |        |        |          |         |                    |         |        |             |        |            |           |        |           |
| Země | Monako             | 15     | 3           |            |        |        |        |          | 5       |                    |         |        |             |        | 3          | 1         | 3      |           |
| Země | Portugalsko        | 0      |             |            |        |        |        |          |         |                    |         |        |             |        |            |           |        |           |
| Země | Itálie             | 49     | 5           | 5          |        |        | 5      | 5        |         | 5                  | 3       | 3      | 5           |        | 5          | 3         | 5      |           |
| Země | Jugoslávie         | 0      |             |            |        |        |        |          |         |                    |         |        |             |        |            |           |        |           |
| Země | Švýcarsko          | 0      |             |            |        |        |        |          |         |                    |         |        |             |        |            |           |        |           |
| Země | Belgie             | 2      |             |            |        |        |        |          |         |                    |         | 1      | 1           |        |            |           |        |           |
| Země | Španělsko          | 1      |             |            |        |        |        |          |         |                    |         |        |             | 1      |            |           |        |           |